# Ніколаєва Клавдія Іванівна
Клавдія Іванівна Ніколаєва (13 червня 1893, місто Санкт-Петербург — 28 грудня 1944, місто Москва) — радянська діячка, секретар ВЦРПС. Член ЦК ВКП(б) (1924—1925 і 1934—1944). Кандидат у члени ЦК ВКП(б) (1925—1934). Член Організаційного бюро ЦК РКП(б) з 2 червня 1924 по 18 грудня 1925 року. Кандидат у члени Секретаріату ЦК РКП(б) з 12 червня 1924 по 18 грудня 1925 року.  Депутат Верховної Ради СРСР 1-го скликання. Член Президії Верховної Ради СРСР у 1938—1944 роках. 

## Біографія
Народилася в родині робітника і пралі. З дитячих років працювала нянькою. У 1904 році закінчила трьохкласну початкову школу в Санкт-Петербурзі. З січня 1905 по червень 1908 року працювала фальцювальницею в друкарні Кіхнера в Санкт-Петербурзі.
Учасниця російської революції 1905—1907 років. У 1908 році була вперше заарештована поліцією і з червня по серпень 1908 року сиділа в ув'язненні.
З вересня 1908 по січень 1911 року — фальцювальниця в друкарні Пенкса в Санкт-Петербурзі. З 1910 року працювала в правлінні Петербурзької профспілки друкарів.
Член РСДРП(б) з 1909 року.
У січні—липні 1911 року перебувала в ув'язненні. З липня 1911 по листопад 1913 року — на засланні в місті Великий Устюг.
З грудня 1913 по лютий 1914 року — фальцювальниця в друкарні Голікса в Санкт-Петербурзі.
У лютому—липні 1914 року перебувала в ув'язненні.
У серпні 1914 — квітні 1915 року — секретар лікарняної каси снарядного заводу Акціонерного товариства механічних, гільзових і трубкових заводів Барановського.
У квітні—серпні 1915 року перебувала в ув'язненні. З серпня 1915 по лютий 1917 року — на адміністративному засланні в селі Казачинське Єнісейській губернії. У червні—листопаді 1916 року відбувала ув'язнення в Єнісейській в'язниці. Після Лютневої революції 1917 року повернулася до Петрограда.
У квітні 1917 — червні 1918 року — редактор більшовицького журналу «Робітниця» в Петрограді. Учасниця Жовтневої перевороту 1917 року.
У червні 1918 — січні 1920 року — заступник комісара соціального забезпечення в місті Петрограді. Член революційного трибуналу. У 1919—1924 роках — редактор журналу «Робітниця».
У лютому 1920 — лютому 1921 року — робітниця Петроградського заводу «Треугольник».
У лютому 1921 — червні 1924 року — завідувач жіночого відділу і завідувач агітаційно-пропагандистського відділу Петроградського губернського комітету РКП(б).
У червні 1924 — 27 січня 1926 року — завідувач відділу по роботі серед жінок (відділу робітниць і селянок) ЦК РКП(б).
З січня 1926 по січень 1928 року навчалася на курсах марксизму-ленінізму при ЦК ВКП(б) в Москві. Підтримувала погляди «нової опозиції» (Григорія Зінов'єва).
У лютому 1928 — березні 1929 року — завідувач відділу агітації і пропаганди Північно-Кавказького крайового комітету ВКП(б). У березні 1929 — серпні 1930 року — завідувач організаційно-інструкторського відділу Північно-Кавказького крайового комітету ВКП(б) в місті Ростові-на-Дону.
5 січня 1930 — серпень 1933 року — завідувач відділу агітації і масових кампаній ЦК ВКП(б).
У серпні 1933 — березні 1934 року — 2-й секретар Західно-Сибірського крайового комітету ВКП(б).
У березні 1934 — вересні 1936 року — 2-й секретар Івановського Промислового обласного комітету ВКП(б).
У вересні 1936 — 28 грудня 1944 року — секретар і член Президії ВЦРПС.
Померла 28 грудня 1944 року. Похована біля Кремлівської стіни в Москві.

## Нагороди
- орден Леніна (8.03.1933)